# جایزه بزرگ اتریش ۱۹۷۲
جایزه بزرگ اتریش ۱۹۷۲ (انگلیسی: ‎1972 Austrian Grand Prix‎) یک مسابقهٔ موتوری در رشتهٔ اتومبیل‌رانی فرمول یک بود که در تاریخ ۱۳ اوت ۱۹۷۲ در آسترایش‌رینگ واقع در اسپیلبرگ، اشتایریا، اتریش برگزار شد. این گراند پری در میان ۱۲ گراند پری در فصل ۱۹۷۲، مسابقهٔ شمارهٔ ۹ بود.
در این مسابقه که در ۵۴ دور و به مسافت ۳۱۷٫۳۴۷ کیلومتر (۱۹۷٫۱۹۰ مایل) برگزار شد، پول پوزیشن توسط امرسون فیتیپالدی کسب شد و سریع‌ترین زمان برای طی یک دور پیست که برابر با ۱:۳۸٫۳۲ بود نیز توسط دنی هیولم به ثبت رسید.
امرسون فیتیپالدی از تیم لوتوس-فورد، دنی هیولم از تیم مک‌لارن-فورد و پیتر روسون از تیم مک‌لارن-فورد به‌ترتیب مقام‌های اول تا سوم مسابقه را کسب کردند.

## رده‌بندی قهرمانی پس از مسابقه
|       | جایگاه | راننده           | امتیاز |
| ----- | ------ | ---------------- | ------ |
|       | ۱      | امرسون فیتیپالدی | ۵۲     |
|       | ۲      | جکی استوارت      | ۲۷     |
| ۱     | ۳      | دنی هیولم        | ۲۷     |
| ۱     | ۴      | ژاکی ایکس        | ۲۵     |
| ۱     | ۵      | پیتر روسون       | ۱۴     |
| منبع: |        |                  |        |

|       | جایگاه | سازنده      | امتیاز |
| ----- | ------ | ----------- | ------ |
|       | ۱      | لوتوس-فورد  | ۵۲     |
| ۲     | ۲      | مک‌لارن-فورد | ۳۵     |
| ۱     | ۳      | تایرل-فورد  | ۳۳     |
| ۱     | ۴      | فراری       | ۲۹     |
|       | ۵      | بی‌آرام      | ۱۳     |
| منبع: |        |             |        |

یادداشت
- تنها پنج جایگاه نخست از هر رده‌بندی نمایش داده شده‌است.